# Challenger de Colina 2024
El LP Open Chile by IND 2024 fue un torneo de tenis profesional jugado en canchas de tierra batida. Fue la 7ª edición del torneo y formó parte de los Torneos WTA 125s en 2024. Se lleva a cabo en Colina, Chile, entre el 18 de noviembre al 24 de noviembre de 2024.

## Cabezas de serie

### Individuales
| Tenista             | Ranking | Preclasificada |
| Suzan Lamens        | 87      | 1              |
| María Lourdes Carlé | 95      | 2              |
| Mayar Sherif        | 100     | 3              |
| Robin Montgomery    | 101     | 4              |
| Chloé Paquet        | 107     | 5              |
| Darja Semeņistaja   | 111     | 6              |
| Laura Pigossi       | 129     | 7              |
| Sára Bejlek         | 142     | 8              |

- Ranking del 11 de noviembre de 2024.

### Dobles
| Tenista                                 | Ranking | Preclasificada |
| Jessie Aney Amina Anshba                | 239     | 1              |
| Francisca Jorge Laura Pigossi           | 336     | 2              |
| Nicole Fossa Huergo María Paulina Pérez | 366     | 3              |
| Léolia Jeanjean Kristina Mladenovic     | 405     | 4              |

## Campeonas

### Individuales femeninos
Nina Stojanović venció a  María Carlé por 3–6, 6–4, 6–4 

### Dobles femenino
Mayar Sherif /  Nina Stojanović vencieron a  Léolia Jeanjean /  Kristina Mladenovic por w/o